# Kozalj Vrh
 Kozalj Vrh  falu Horvátországban, Károlyváros megyében. Közigazgatásilag Duga Resához tartozik.

## Fekvése
Károlyvárostól 11 km-re, községközpontjától 5 km-re délnyugatra fekszik.

## Története
A településnek 1857-ben 81, 1910-ben 103 lakosa volt. A trianoni békeszerződésig Zágráb vármegye Károlyvárosi járásához tartozott. 2011-ben 91-en lakták.

## Lakosság
| Lakosság változása | Lakosság változása | Lakosság változása | Lakosság változása | Lakosság változása | Lakosság változása | Lakosság változása | Lakosság változása | Lakosság változása | Lakosság változása | Lakosság változása | Lakosság változása | Lakosság változása | Lakosság változása | Lakosság változása | Lakosság változása |
| ------------------ | ------------------ | ------------------ | ------------------ | ------------------ | ------------------ | ------------------ | ------------------ | ------------------ | ------------------ | ------------------ | ------------------ | ------------------ | ------------------ | ------------------ | ------------------ |
| 1857               | 1869               | 1880               | 1890               | 1900               | 1910               | 1921               | 1931               | 1948               | 1953               | 1961               | 1971               | 1981               | 1991               | 2001               | 2011               |
| 81                 | 80                 | 57                 | 59                 | 70                 | 103                | 83                 | 115                | 136                | 143                | 148                | 136                | 133                | 122                | 96                 | 91                 |